# Jawhar
Jawhar là một thành phố và là nơi đặt hội đồng đô thị (municipal council) của quận Thane thuộc bang Maharashtra, Ấn Độ.

## Địa lý
Jawhar có vị trí 19°55′B 73°14′Đ / 19,92°B 73,23°Đ Nó có độ cao trung bình là 447 mét (1466 feet).

## Nhân khẩu
Theo điều tra dân số năm 2001 của Ấn Độ, Jawhar có dân số 11.296 người. Phái nam chiếm 53% tổng số dân và phái nữ chiếm 47%. Jawhar có tỷ lệ 72% biết đọc biết viết, cao hơn tỷ lệ trung bình toàn quốc là 59,5%: tỷ lệ cho phái nam là 77%, và tỷ lệ cho phái nữ là 66%. Tại Jawhar, 14% dân số nhỏ hơn 6 tuổi.